# Tarucus nara
Tarucus nara är en fjärilsart som beskrevs av Vincenz Kollar 1848. Tarucus nara ingår i släktet Tarucus och familjen juvelvingar. Inga underarter finns listade i Catalogue of Life.

## Bildgalleri

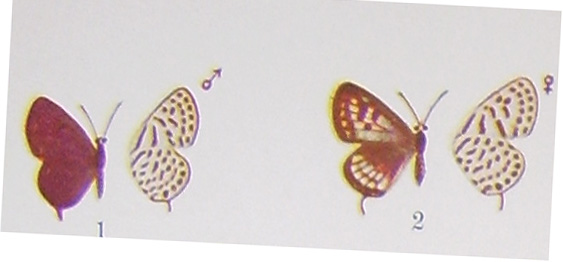
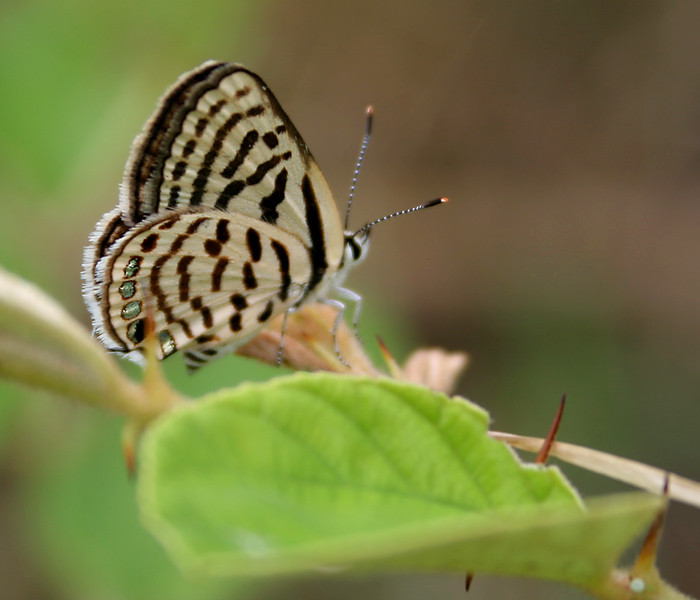
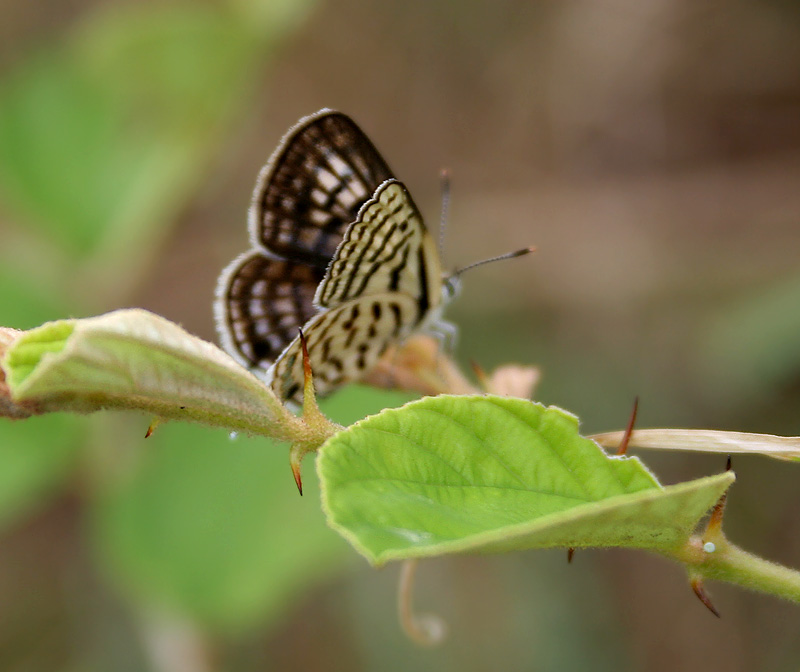
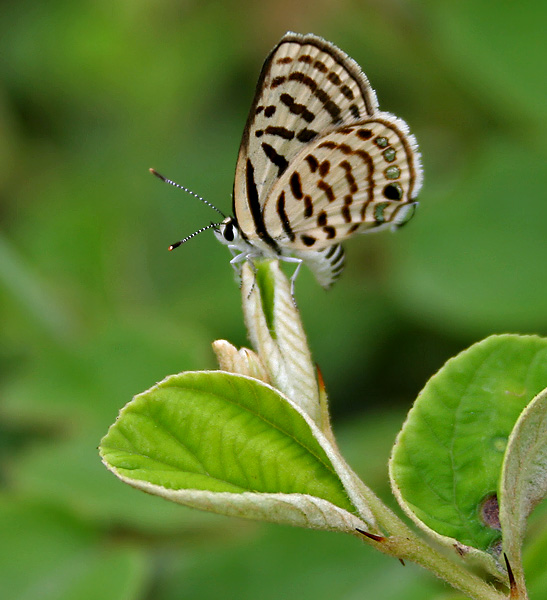
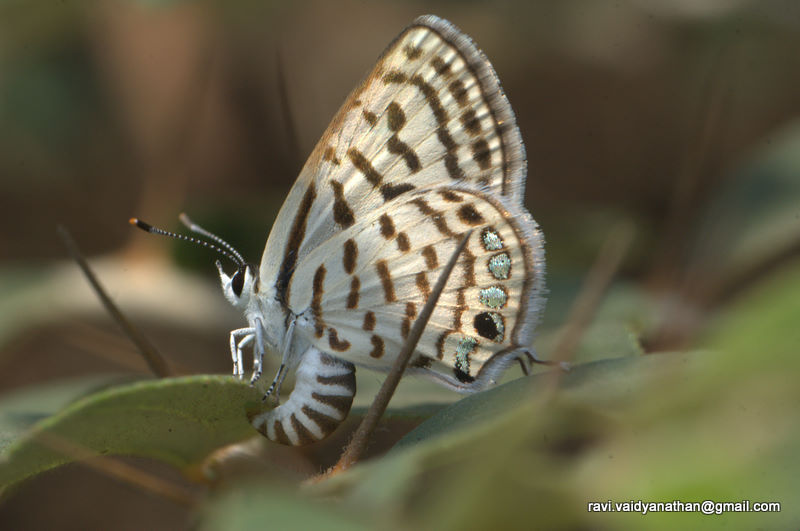
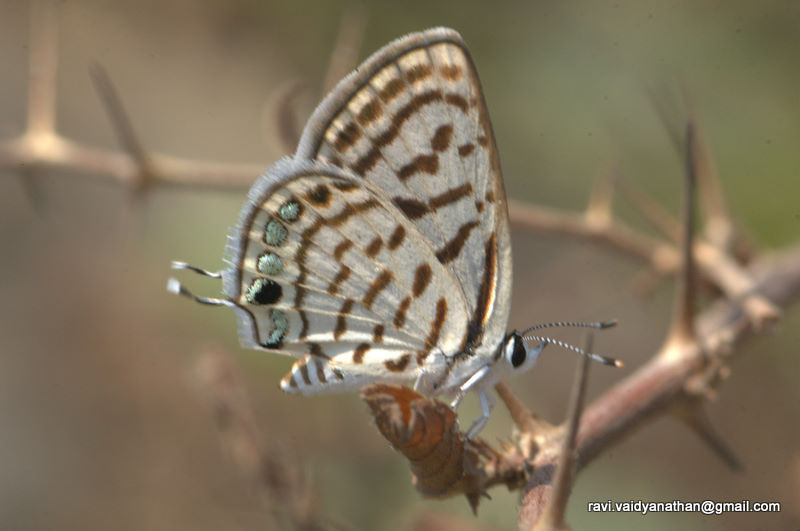